# Veronica sapozhnikovii
Veronica sapozhnikovii är en grobladsväxtart som beskrevs av Kosachev. Veronica sapozhnikovii ingår i släktet veronikor, och familjen grobladsväxter. Inga underarter finns listade i Catalogue of Life.